# Högkvarteret (Finland)

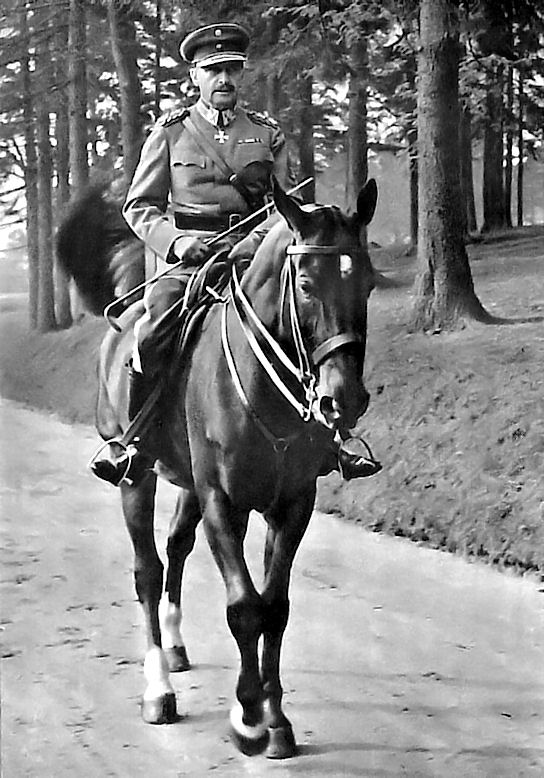
Gustaf Mannerheim.

Högkvarteret var den till S:t Michel förlagda stab som under krigen 1939–1945 biträdde Finlands överbefälhavare. 
Den stab som från efterkrigstiden biträder kommendören för försvarsmakten (Finlands försvarschef) heter Huvudstaben.

## Bakgrund
Gustaf Mannerheim hade förlagt sitt högkvarter till S:t Michel redan under finska inbördeskrigets slutskede, och han återvände dit under såväl vinter- som fortsättningskriget. Under sistnämnda krig hade det krigstida högkvarterets organisation fastställts redan den 21 april 1941, då det bestämdes att det skulle omfatta generalstaben och krigsekonomistaben. Generalstaben arbetade som överbefälhavarens operativa stab, medan krigsekonomistabens verksamhetsfält omspände hela försvarsmakten. Sjöstridskrafternas, luftstridskrafternas och hemmatruppernas staber, vilkas kommendörer var direkt underställda överbefälhavaren, utförde även olika uppdrag för högkvarteret inom sina egna specialområden.
I samband med mobiliseringen, som påbörjades den 17 juni 1941, utfärdades även en order om inrättandet av högkvarteret. Till dess huvuduppgifter hörde att förbereda alla de ärenden som skulle föredras överbefälhavaren, utforma hans beslut och direktiv samt övervaka verkställandet av dem. Det var självfallet av största betydelse att högkvarteret och överbefälhavaren hade tillgång till all nödvändig information gällande bland annat fienden, läget på de olika frontavsnitten och krigsmaterielsituationen, vilket förutsatte medverkan av specialister från samtliga truppslag och ett intimt samarbete med dem.
Chef för generalstaben var vid krigsutbrottet generallöjtnant Erik Heinrichs, men sedan han den 29 juni utsetts till befälhavare för Karelska armén övertogs posten temporärt av fortifikationschefen, generallöjtnant Edvard Hanell. Heinrichs återinsattes i sin ordinarie tjänst i januari 1942 och handhade den därefter ända till krigets slut. Heinrichs närmaste man var generalkvartermästaren, generallöjtnant Aksel Airo, som föredrog alla operativa frågor direkt för överbefälhavaren. Chef för kommandostaben, till vars område det bland annat hörde att sköta personal-, utbildnings- och informationsärendena, var generallöjtnant Wiljo Tuompo. Av de olika truppslagens inspektörer kan nämnas inspektören av artilleriet, general Vilho Nenonen, som ansvarade såväl för artilleriets användning som för vapen- och ammunitionsfrågor. En annan, om än inte lika synlig nyckelpost innehades av generallöjtnant Leonard Grandell, vilken som krigsekonomiinspektör ansvarade för all anskaffning av krigsmateriel.
Beslutanderätten vid högkvarteret var till stor del delegerad så att överbefälhavaren inte skulle belastas med mindre betydande ärenden. Också chefen för underrättelsesektionen föredrog alla sina ärenden direkt för överbefälhavaren. Tjänsten sköttes till den 27 april 1942 av överste Lars Melander och därefter ända till krigets slut av överste Aladár Paasonen. Under underrättelsesektionen sorterade högkvarterets fjärrpatruller.
Den ansvarsfulla posten som högkvarterets underhållschef innehades av överste, sedermera generalmajor Harald Roos, som med tiden i allt högre grad blev tvungen att befatta sig med försörjningsfrågor även inom den civila sektorn. Som kommendörer för de olika truppslagen med säte i högkvarteret arbetade en signalkommendör: överste, sedermera generalmajor, Leo Ekberg; en pionjärkommendör: generalmajor, sedermera generallöjtnant, Unio Sarlin; en inspektör för befästningsarbetena: generallöjtnant Edvard Hanell; en luftskyddskommendör: generallöjtnant Aarne Sihvo; en huvudintendent: överste Verner Gustafsson; en överläkare: sanitetsgeneralmajor Eino Suolahti; en överveterinär: veterinäröverste Gotthelm Klenberg och en fältprost: Johannes Björklund.
Truppslagens kommendörer skötte sina anskaffningar i samarbete med krigsekonomiinspektören och krigsekonomichefen, ingenjöröverste Runar Bäckström.
Som koordinator mellan högkvarteret och regeringen fungerade även under både vinter- och fortsättningskriget general Rudolf Walden, under det senare kriget i egenskap av försvarsminister. Den tyska krigsmaktens representant i högkvarteret var "der deutsche General in Finnland", generalen av infanteriet, Waldemar Erfurth.
En betydelsefull roll för högkvarterets verksamhet spelade militärattachéerna utomlands, som var direkt underställda överbefälhavaren. Högkvarterets förbindelseofficer vid det tyska överkommandot var från krigsutbrottet till den 28 januari 1942 generallöjtnant Harald Öhquist. Han efterträddes av generallöjtnant Paavo Talvela och denne i sin tur den 19 februari 1944 av generallöjtnant Hugo Österman.
Antalet byråer inom högkvarteret var sammanlagt 77. Den totala personalen uppgick till drygt 2 000, kvinnliga tjänstemän medräknade.

## På senare år

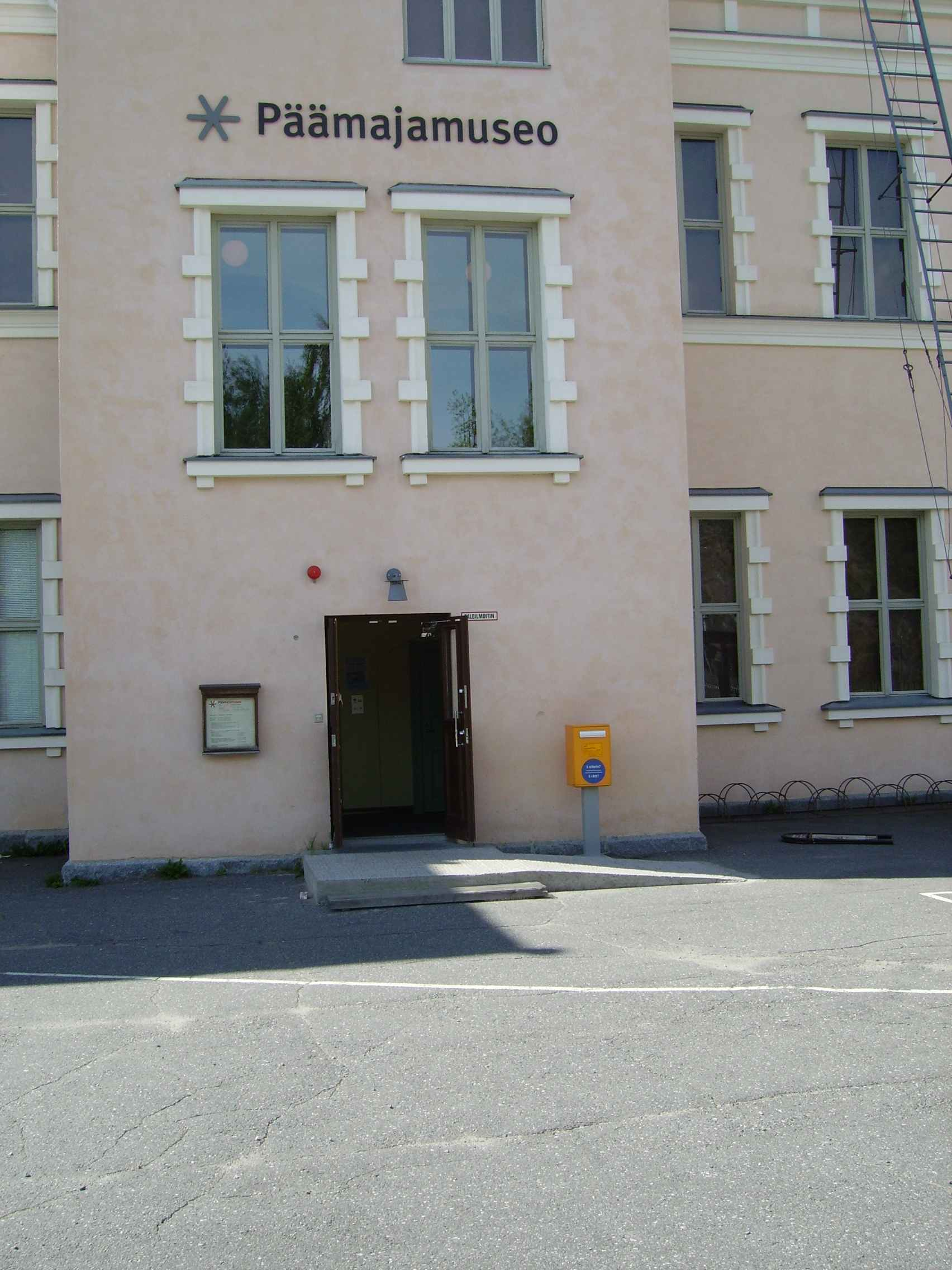
Högkvartersmuseet.

Flera av de ställen i S:t Michel där högkvarteret verkade under krigsåren är idag turistattraktioner. Överbefälhavaren och hans närmaste medarbetare disponerade stadens centralfolkskola, som 2000–2001 återgavs sin krigstida skepnad och sistnämnda år öppnades för allmänheten som museum. Kommunikationscentralen "Lokki" (detta var ett kodord för högkvarteret), som skötte stabens telefon- och telextrafik arbetade under fortsättningskriget insprängd i berget Naisvuori. Grottan öppnades för allmänheten 1995. På stationen kan man sedan 1992 beskåda överbefälhavarens salongsvagn (byggd 1929–1930), med vilken han under krigsåren tillryggalade 78 000 km. Överbefälhavaren hade också ett eget specialtåg, som kunde transportera bilar.
Förhållandena i högkvarteret har under efterkrigstiden intresserat bland annat författare och filmmakare. Ilmari Turja skrev 1966 Päämajassa, ett skådespel i tre akter, på vilket Matti Kassila baserade sin film Päämaja (1970).